# Calvoa calliantha
Espèce
Statut de conservation UICN

 NT  : Quasi menacé
Calvoa calliantha Jacq.-Fél. est une espèce de plantes à fleurs de la famille des Melastomataceae endémique du Cameroun.

## Description
C'est une plante ascendante qui a été trouvée sur les inselbergs dans la forêt sempervirente des basses terres, à une altitude d'environ 600 m. Les inselbergs pourraient être affectés par l'extraction de roches à l'avenir, même si tous les sites du parc national de Campo-Ma'an devraient être sécurisés.

## Distribution
C'est une plante endémique du Cameroun qui a été observée dans la Région du Sud, à Nkoltsia près de Bipindi et dans le parc national de Campo-Ma'an.